# Copa del Generalísimo de fútbol 1961-62
La Copa del Generalísimo de fútbol 1961-62 fue la edición número 58 de dicha competición española. Contó con la participación de 48 equipos, empezando el 12 de noviembre de 1961 y terminando en 8 de julio de 1962. 

## Fase final

### Dieciseisavos de final
La ronda de los dieciseisavos de final tuvo lugar entre los días 14 de febrero, los partidos de ida; y 28 de febrero de 1962, los de vuelta.
| Local ida                    | Resultado global         | Local vuelta            | Ida   | Vuelta |
| ---------------------------- | ------------------------ | ----------------------- | ----- | ------ |
| Deportivo Alavés             | 5 - 3                    | Real Sociedad de Fútbol | 3 - 2 | 2 - 1  |
| Atlético de Bilbao           | 7 - 3                    | C. D. Sabadell          | 5 - 0 | 2 - 3  |
| Club Atlético de Ceuta       | 1 - 2                    | Valencia C. F.          | 1 - 0 | 0 - 2  |
| Club Atlético de Madrid      | 3 - 3 (1 - 2, desempate) | C. D. Basconia          | 3 - 0 | 0 - 3  |
| R. C. Deportivo de La Coruña | 2 - 6                    | C. F. Barcelona         | 1 - 3 | 1 - 3  |
| Hércules C. F.               | 3 - 6                    | Real Betis Balompié     | 2 - 3 | 1 - 3  |
| C. D. Málaga                 | 6 - 6 (3 - 1, desempate) | C. A. Osasuna           | 4 - 0 | 2 - 6  |
| R. C. D. Mallorca            | 6 - 2                    | Pontevedra C. F.        | 4 - 1 | 2 - 1  |
| Real Murcia C. F.            | 3 - 3 (0 - 3, desempate) | Real Oviedo             | 2 - 0 | 1 - 3  |
| C. D. Orense                 | 1 - 6                    | Elche C. F.             | 0 - 1 | 1 - 5  |
| San Sebastián C. F.          | 1 - 8                    | Real Madrid C. F.       | 1 - 3 | 0 - 5  |
| Real Santander               | 2 - 2 (2 - 1, desempate) | Burgos C. F.            | 1 - 0 | 1 - 2  |
| Sevilla C. F.                | 3 - 2                    | R. C. Celta de Vigo     | 2 - 0 | 1 - 2  |
| C. D. Tenerife               | 3 - 1                    | C. D. Atlético Baleares | 3 - 0 | 0 - 1  |
| Real Valladolid Deportivo    | 4 - 5                    | R. C. D. Español        | 3 - 3 | 1 - 2  |
| Real Zaragoza                | 7 - 3                    | Granada C. F.           | 5 - 1 | 2 - 2  |

### Octavos de final
La ronda de los octavos de final tuvo lugar los días 5 de abril, los partidos de ida; y 8 de abril de 1962, los de vuelta.
| Local ida         | Resultado global         | Local vuelta        | Ida   | Vuelta |
| ----------------- | ------------------------ | ------------------- | ----- | ------ |
| C. D. Basconia    | 1 - 12                   | C. F. Barcelona     | 0 - 2 | 1 - 10 |
| Elche C. F.       | 4 - 9                    | Real Madrid C. F.   | 3 - 4 | 1 - 5  |
| R. C. D. Español  | 3 - 2                    | Deportivo Alavés    | 2 - 0 | 1 - 2  |
| C. D. Málaga      | 1 - 3                    | Atlético de Bilbao  | 1 - 1 | 0 - 2  |
| R. C. D. Mallorca | 1 - 6                    | Valencia C. F.      | 0 - 2 | 1 - 4  |
| Sevilla C. F.     | 5 - 4                    | Real Betis Balompié | 5 - 3 | 0 - 1  |
| C. D. Tenerife    | 3 - 2                    | Real Oviedo         | 3 - 0 | 0 - 2  |
| Real Zaragoza     | 2 - 2 (4 - 2, desempate) | Real Santander      | 2 - 1 | 0 - 1  |

### Cuartos de final
La ronda de cuartos de final tuvo lugar entre los días 15 de abril, los partidos de ida; y 22 de abril de 1962, los de vuelta.
| Local ida          | Resultado global         | Local vuelta    | Ida   | Vuelta |
| ------------------ | ------------------------ | --------------- | ----- | ------ |
| Atlético de Bilbao | 2 - 3                    | Valencia C. F.  | 2 - 2 | 0 - 1  |
| R. C. D. Español   | 2 - 3                    | Real Zaragoza   | 1 - 1 | 1 - 3  |
| Real Madrid C. F.  | 3 - 2                    | C. F. Barcelona | 0 - 1 | 3 - 1  |
| C. D. Tenerife     | 1 - 1 (0 - 1, desempate) | Sevilla C. F.   | 1 - 1 | 0 - 0  |

### Semifinales
La ronda de semifinales tuvo lugar entre el 24 de junio, los partidos de ida; y el 1 de julio de 1962, los de vuelta.
| Local ida      | Resultado global | Local vuelta      | Ida   | Vuelta |
| -------------- | ---------------- | ----------------- | ----- | ------ |
| Valencia C. F. | 2 - 5            | Sevilla C. F.     | 2 - 2 | 0 - 3  |
| Real Zaragoza  | 2 - 6            | Real Madrid C. F. | 1 - 2 | 1 - 4  |

### Final
La final de la Copa del Generalísimo 1961-62 tuvo lugar el 8 de julio de 1962 en el estadio Santiago Bernabéu de Madrid.
| Domingo 8 de julio de 1962, 20:30 | Real Madrid C. F. | 2 - 1 | Sevilla C. F. | Estadio Santiago Bernabéu, Madrid                           |                                                             |
|                                   | Puskás 76' 90'    |       | Diéguez 47'   | Asistencia: 90 000 espectadores Árbitro(s): José Castiñeira | Asistencia: 90 000 espectadores Árbitro(s): José Castiñeira |

|                           |
| Campeón REAL MADRID C. F. |
| 10.° título               |